# Rohrbach Metall-Flugzeugbau
Rohrbach Metall-Flugzeugbau va ser una empresa fabricant d'avions situada a Berlín, Alemanya i fundada l'any 1922 per l'enginyer Adolf Rohrbach. Rohrbach va ser pioner en la construcció d'avions basats metal·lics amb revestiment.

Als principis de la producció d'aeronaus el Tractat de Versailles prohibia la construcció i exportació d'aeronaus grans a Alemanya, pel que Rohrbach va crear una empresa danesa, la Rohrbach-Metall-Aeroplan Co. A/S, per tal de construir les seves primeres aeronaus. El 1926 es va relaxar el control a la indústria aeronàutica, el que va permetre a Rohrbach començar a construir en sèrie a la fàbrica de Berlín de Rohrbach Metall-Flugzeugbau GmbH.

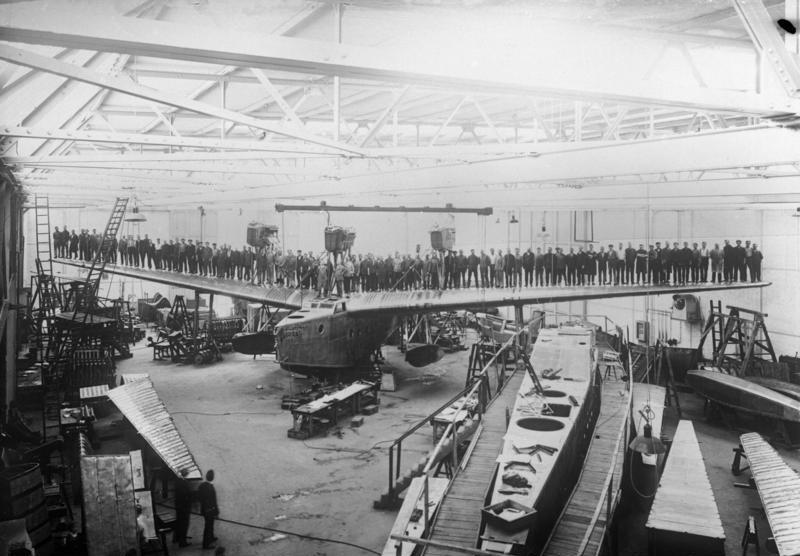
Demostració de la força d'una ala d'avió demostrat a la fàbrica de Rohrbach

L'únic model amb el que l'empresa va gaudir d'un èxit comercial limitat, va ser el Rohrbach Roland, un avió de passatgers de deu places. El 1934 l'empresa va ser absorbida per Weser Flugzeugbau, on Adolf Rohrbach va esdevenir director tècnic.

## Aeronaus
- Rohrbach RoI
- Rohrbach Ro II 1923
- Rohrbach Ro III 1927
- Rohrbach Ro IIIa Rodra
- Rohrbach Ro IV Inverness 1925
- Rohrbach Ro V Rocco 1927

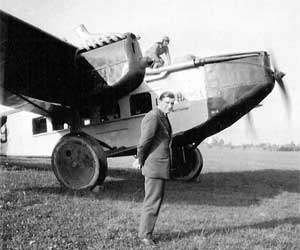
Rohrbach Ro-VIIIa Roland a l'aeroport Cointrin de Ginebra (1929)

- Rohrbach Ro VI, també anomenat Beardmore Inflexible 1928, un únic exemplar construït en el Regne Unit per William Beardmore & Co
- Rohrbach Ro VII Robbe 1926
- Rohrbach Ro VIII Roland 1926
- Rohrbach Ro IX Rofix 1927
- Rohrbach Ro X Romar 1927
- Rohrbach Ro XI Rostra 1928